# Alfons d'Astorga
Alfons d'Astorga (mort la primera meitat del segle X) va ser un religiós, que segons una tradició sense documents que ho provin, va ésser bisbe d'Astorga i, més tard d'Ourense. Cap al 920, va renunciar al càrrec i es va fer monjo al monestir de Santo Estevo de Ribas de Sil, fundat feia poc. Hi morí amb fama de santedat.
No hi ha cap documentació que provi la seva existència. Al contrari, els episcopologis d'Astorga i Ourense no l'inclouen. Probablement fou un monjo que morí en llaor de santedat al monestir esmentat i al que amb el temps, com als altres vuit, se li assignà un títol episcopal fictici.
Enterrat al claustre del monestir, al segle xv se'n van traslladar les restes al retaule major de l'església del monestir. El seu culte consta des del segle xiii.